# Tenorioseius macrosetae
Tenorioseius macrosetae är en spindeldjursart som först beskrevs av Muma 1962.  Tenorioseius macrosetae ingår i släktet Tenorioseius och familjen Phytoseiidae. Inga underarter finns listade i Catalogue of Life.